# Puszcza Miastecka
Puszcza Miastecka – w średniowieczu puszcza położona w południowej części Księstwa Słupskiego ograniczona rzekami Kamienicą i Słupią (od wschodu), Bystrzenicą, Kwaką i Kwaczą (od północy), Grabówką, jeziorami Bobięcińskimi Dużym i Małym i strugą Chechło (od zachodu). Południową granicę stanowiła obecna granica gminy Miastko.
Południowy skraj Puszczy Miasteckiej przez stulecia był granicą zjednoczonego Pomorza Zachodniego (od 1478 do 1648), a później kolejnych jednostek administracyjnych państwa pruskiego i niemieckiego. Po 1945 granica ta wyznaczała południowy skraj powiatu miasteckiego (do 1958), a później gminy Miastko (od 1973). Polska ludność Pomorza Środkowego przybyła na te tereny po 1945 używa nazwy Puszcza Miastecka w odniesieniu do omawianych kompleksów leśnych.

## Historia
Część pradawnej Puszczy Pomorskiej. Jeszcze w XV stuleciu cały obszar Ziemi Miasteckiej stanowił olbrzymią puszczę. W recesie granicznym z 1408 występuje wiele nazw z tego terytorium, ale są to jedynie nazwy topograficzne, a nie nazwy osiedli. W XVI w. zakładane w tych miejscach osiedla i wsie przejęły te oznaczenia topograficzne jako nazwy. Na ogromnych połaciach leśnych pojawiali się bartnicy i smolarze. Olbrzymia puszcza kryła w sobie moc zwierzyny, ptactwa wodnego i rybami w zbiornikach wodnych.
Nazwa rozpowszechniła się podczas określania granic Księstwa Słupskiego, którego południową granicę na wschód stanowiła m.in. Puszcza Miastecka.. Przez długi czas tutejsze lasy były miejscem schronienia rozbójników, wśród których znajdowali się także miasteccy szlachcice. Puszcza była miejscem podziału bogatych łupów zrabowanym kupcom na drogach pod Koszalinem, Sławnem, Darłowem czy Słupskiem.

## Położenie
Współcześnie tereny puszczy obejmują obszar nadleśnictw: Warcino, Trzebielino, Dretyń, Miastko i Niedźwiady.

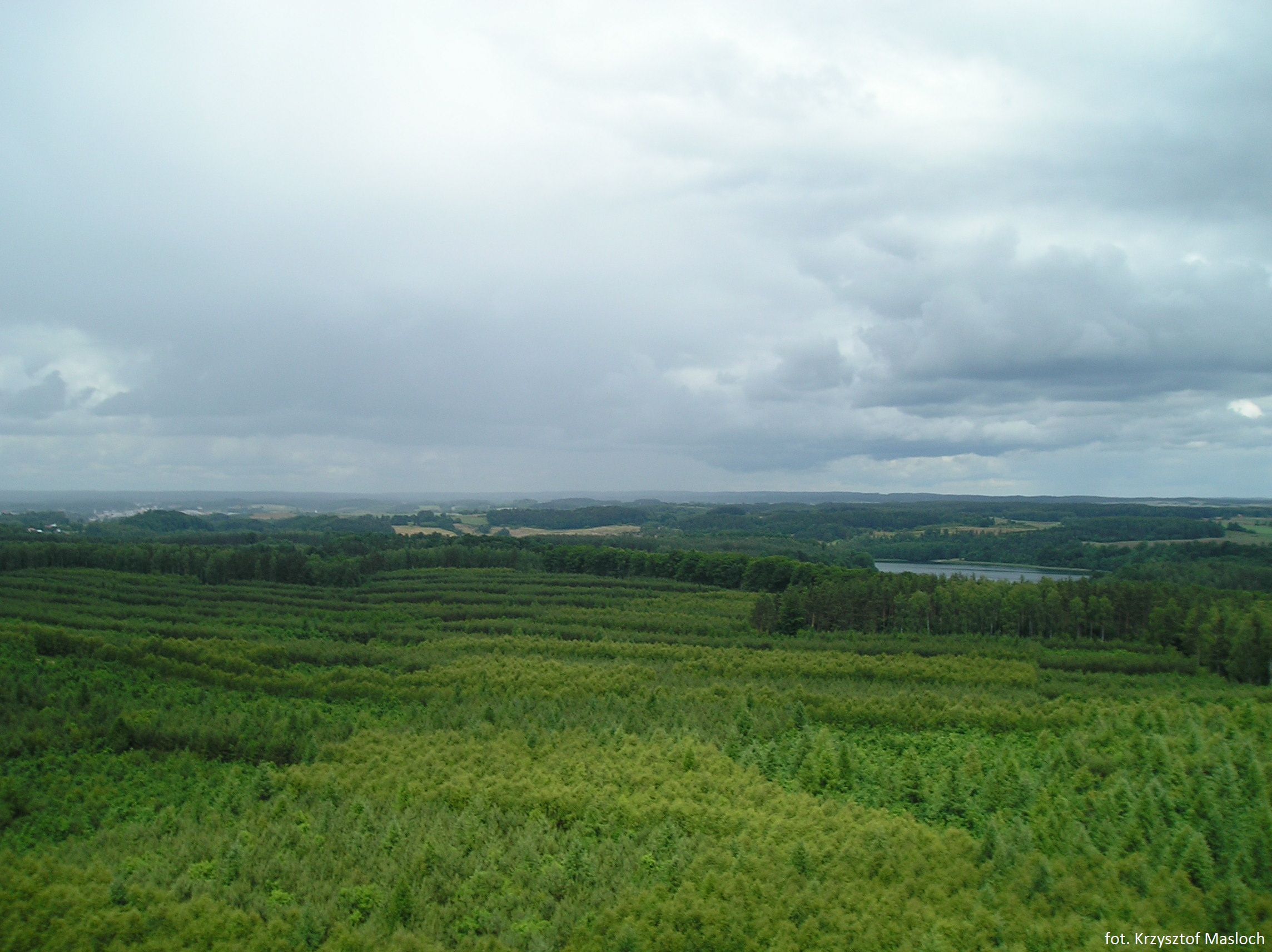
Fragment puszczy widziany z wieży p-poż nadleśnictwa Miastko w stronę Miastka i jeziora Studzieniczno

## Klimat
Teren puszczy położony jest w krainie klimatycznej Pojezierza Miastecko-Bytowskiego, która charakteryzuje się długo utrzymującym się okresem zimowym (96 dni), zaś okres wegetacyjny i okres dojrzewania są tu krótkie. Pokrywa śnieżna utrzymuje się do około 70 dni, wiosna zaczyna się około 10 maja. Opady są obfite, dość częstym zjawiskiem są silne i gwałtowne wiatry. W krainie tej zaznacza się jeszcze przewaga wpływów Bałtyku, lecz stopień kontynentalizmu termicznego dochodzi tu do 49%, wobec 46-47% na wybrzeżu. Najchłodniejszym miesiącem jest tu styczeń, a najcieplejszym - lipiec. Przymrozki wiosenne notowano tu jeszcze na początku czerwca, a pierwsze jesienne - w trzeciej dekadzie września.

## Flora
Lasy Puszczy Miasteckiej zajmują powierzchnię ponad 77 100 ha i rosną w większości na pagórkowatych obszarach moreny czołowej, równinach sandrowych, a znacznie rzadziej występują na morenie dennej i w dolinach rzek. Na pagórkowatej morenie dennej w glebie gliniasto-piaszczystej rośnie w przeważającej części bór sosnowy oraz lasy mieszane z dużą ilością świerka, buka, dębu, brzozy, olszy. Wyższe partie moreny czołowej w glebie gliniastej i piaszczysto-gliniastej pokryte są lasami liściastymi i mieszanymi. Podstawowymi gatunkami są tutaj sosna, buk oraz dąb. W domieszce występuje brzoza, jesion, klon, świerk. Na polach sandrowych rośnie w przeważającej części bór sosnowy oraz w niewielkiej ilości lasy mieszane. W lasach iglastych, liściastych i mieszanych istnieją bogate zasoby runa leśnego. W lasach puszczy zbiera się co roku duże ilości grzybów, jagód i ziół. Występuje tu głównie borowik i kurka. W borach świeżych, mieszanych i wilgotnych, występuje borówka czernica, a na siedliskach boru suchego, świeżego mieszanego i świeżego wilgotnego - borówka brusznica.
Ze względu na malownicze położenie tereny puszczy potocznie określane są jako Kraina lasów i jezior oraz Beskid Miastecki.

## Fauna
Świat zwierzęcy, choć nie jest już tak bogaty jak dawniej, to nadal zasługuje na uwagę. Najliczniej reprezentowane są ptaki, głównie blaszkodziobe, wiosłonogie, nury, bocianowe, siewkowate i żurawie. Ze zwierzyny łownej występują w puszczy: zające, sarny, jelenie, dziki, lisy. Również licznie występują tu kuny, tchórze, borsuki, wydry, szczury piżmowe i inne. W ostatnich latach coraz częściej w lasach puszczy można spotkać wilka. Bardzo licznie występują tu różne gatunki płazów i gadów, m.in. żyją tu rzadkie w Polsce żółwie błotne. W grubej warstwie wilgotnej ściółki w lasach liściastych i mieszanych żyje bogaty świat zwierząt bezkręgowych: owady, pajęczaki, wije, rozmaite gatunki ślimaków lądowych itp. Na śródleśnych łąkach i torfowiskach bytują liczne owady, głównie szarańczaki, chrząszcze, motyle i ważki. W wodach jezior oligotroficznych żyją charakterystyczne gatunki ryb: sielawa, sieja i inne, a w jeziorach bardziej zeutrofizowanych - stynka. Ponadto spotkać można w nich reliktowe gatunki skorupiaków i mięczaków. Ichtiofaunę bystrych strumieni i górnych biegów rzek stanowią: pstrąg potokowy, lipień, kleń, minóg strumieniowy i inne. W rzekach puszczy znajdują się także tarliska najcenniejszych ryb, tj. łososi i troci.
Spory obszar Puszczy Miasteckiej jest objęty ochroną w ramach południowej części Parku Krajobrazowego Dolina Słupi oraz Obszarów Chronionego Krajobrazu: Jezioro Bobięcińskie ze Skibską Górą, Jezioro Łętowskie i okolice Kępic, Źródliskowy obszar Brdy i Wieprzy na wschód od Miastka. Na terenie kompleksów leśnych znajdują się także następujące rezerwaty przyrody: Bagnisko Niedźwiady, Jezioro Kamień, Jezioro Orle, Jezioro Smołowe, Torfowisko Potoczek i Torfowisko Zielin Miastecki.